# Run It Back!
«Run It Back!» (стилизовано как RUN IT BACK!; с англ. — «Беги прочь!») — песня американских рэперов Craig Xen и XXXTentacion. «Run It Back!» был выпущен в качестве второго сингла с мини-альбома Broken Kids Club.

## История
Трек «Run It Back!» впервые появился на Snapchat XXXTentacion в ноябре 2017 года.
23 января 2019 года Craig Xen исполнил песню полностью, во время тура «Members Only V.S. World Tour» в Santa Ana, Калифорния. 26 мая 2019 года трек был слит в сеть, но лишь 12 июня появилась официальная версия песни. На треке присутствует голос Tankhead666, участника Members Only. Со слов Крейга, «он был записан в течение последнего периода старого X, когда у него всё ещё были светлые волосы».

## Клип
30 июля 2019 года Craig Xen опубликовал музыкальное видео «Run It Back!» на YouTube канале XXXTentacion. Видео снято совместно с TankHead666, который вместе с Xen совершает вооруженное ограбление, а затем крадут сумку, наполненную деньгами, и убегают к машине до точки воссоединения. В конце видео «постаревший» Xen сидит перед мавзолеем Онфроя, рассказывая различные истории о прошлых ограблениях (вместе с младшим братом Эйденом). Видео было спродюсировано JMP.

## Участники записи
Музыканты
- Craig Xen — голос, текст
- XXXTentacion — голос, текст
- TankHead666 — голос, текст

Производство
- DJ Patt — продюсер
- Stain — продюсер

## Чарты
| Чарт (2019)                           | Высшая позиция |
| ------------------------------------- | -------------- |
| Новая Зеландия (NZ Hot Singles Chart) | 30             |